# リトル・ミュージカル
リトル・ミュージカルは、東京都渋谷区に本部を置く、こどもミュージカル劇団、教育団体。
劇団チームとしては、小さな子から中学生までがいる。渋谷チーム・板橋チーム・三重（三重四日市）チームの3チームが活動中。また、創作こどもミュージカルワークショップ、舞台芸術・アート教育等のワークショップ・講座等を各地で開催している。毎年、公演とクリスマスライブを行っている。

## 概要
2013年、渋谷区で設立。国立オリンピック記念青少年総合センター（渋谷区）で活動を開始する。
2014年1月5日　渋谷区の参宮橋TRANS MISSIONにて「夕空のバタフライ」初舞台。団員4名での旗揚げ公演となる。2014年11月15日、新宿区の角筈区民ホールにて団員18名、2組制で、ミュージカル「リトル・シェフ」を上演。
2015年、板橋チームが誕生、劇団チームとしては、渋谷チームと2チーム制となった。こどもたち自身の持つ個性や特性を生かせないかという石垣の考えから、あてがきを超えて、演じるこどもたちと作品をつくるクリエイティブ・ドラマの手法を取り入れるべく、演出に村松裕子を迎え、2015年8月30日、渋谷区の国立オリンピック記念青少年総合センター小ホールにて「星空カプセル」を2組制で上演。
さらにこの路線をすすめ、2015年9月10日、11日、渋谷区文化総合センター大和田伝承ホールにて「ハートガラポンの不思議な島」を渋谷組・板橋組と2回ずつ4回上演。観客動員が1000人を超える。全歌唱曲は石垣作曲のオリジナル曲で構成されるようになる。この年、非営利型一般社団法人化。
2015年2月、三重県四日市市にて、この「ハートガラポンの不思議な島」をベースとした4日間のミュージカル・ワークショップを開催。50人を超えるこどもたちと30分の作品「リトルピア」の発表公演を行った。これがきっかけとなり三重四日市チームが誕生し、劇団は3チーム制となる。
2017年、各チームで単独公演を開催。6月25日、板橋区立文化会館小ホールにて「TOY　meets　GIRL」を2回満員公演。板橋チーム初の単独公演となった。
8月2日、四日市市文化会館第2ホールにて、ホール公演用に再創作した「リトルピア」を三重四日市チームが上演。満員での旗揚げ公演を果たす。
8月19日、渋谷区文化総合センター大和田さくらホールにて、渋谷チーム、リトル・ミュージカルの5周年記念公演として「魔女伝説　レインボウ・マジック」を上演。
2017年の夏に、名古屋市の中京テレビと協働して、「リトル・ミュージカル×中京テレビ　創作こどもミュージカル・ワークショップ」を開催、35名の小学生と、おはなし・うたの創作を行い、10月23、24日、日本ガイシホールで開催された「子育て応援団　チュウキョ～くんのすこやかフェスタ」にて、30分のオリジナル・ミュージカル「C」を2回公演した。
2018年、9月1日に四日市市総合会館あさけプラザにて「キラキラサイダー」開催。
同年、11月10日、渋谷区文化総合センター大和田プラネタリウムにて、渋谷チーム「惑星ファンタジー」4回公演を開催。
同年、11月23日板橋区立文化会館小ホールにて「Mirror &　Me」開催。
2019年、10月27日に角筈区民ホールにて、板橋チームによる「手紙～不思議な手紙～」、渋谷チームによる「手紙～本当の気持ち？～」開催。（三重四日市チームは休止）

## 上演作品
- 「夕空のバタフライ」（2014　渋谷）
- 「リトル・シェフ」（2014　渋谷）
- 「星空カプセル」（2015　渋谷・板橋合同）
- 「ハートガラポンの不思議な島」(2016　渋谷チーム・板橋チーム）
- 「リトルピア」（2017　四日市ワークショップ公演）
- 「TOY　meets　GIRL」（トイミーツガール）　（2017　板橋チーム）
- 「リトルピア」（2017　三重四日市チーム）
- 「魔女伝説　レインボウ・マジック」（2017　渋谷チーム）
- 「C」（2017　中京テレビワークショップ公演）
- 「レインボウ・マジック　～ずっとわすれない～」（2017　渋谷ティーン卒業ライブ公演）
- 「初夢」（2018　福岡ワークショップ公演）
- 「よかパパドリームランド」（2018　三重四日市チーム　よかパパフェスティバル出演公演）
- 「秘密のペンダント」（2018　大田ワークショップ公演）
- 「キラキラサイダー」(2018　三重四日市チーム）
- 「惑星ファンタジー」（2018　渋谷チーム）
- 「Mirror &　Me」（2018　板橋チーム）
- 「手紙～不思議な手紙～」（2019　板橋チーム）
- 「手紙～本当の気持ち？～」（2019　渋谷チーム）
- 「もりもり」「森で、、、」（2021　三重チーム　無観客）